# 外貿公司
外贸公司，全稱对外进出口贸易公司，指的是将本国国内生产的产品，对外出口进行交易，或者进口外国商品，到本国进行交易的贸易中介公司。外贸公司本身大多数不进行生产，主要是通过将其他生产厂家的货物进行出售从中赚取差额或通过获得出口退税得到利润。

## 外部連結
- 贸易名录网
- 外贸知识网